# 馬努河
馬努河（西班牙語：Río Manú）是秘魯東南部的河流，屬於馬德雷德迪奧斯河的支流，河道全長356公里，從安第斯山脈東麓，流經馬努國家公園，最後流入亞馬遜河流域。
12°16′S 70°51′W / 12.267°S 70.850°W